# Die Vorzüge der Windhühner
 Die Vorzüge der Windhühner  ist die erste Buchveröffentlichung von Günter Grass. Der 1956 veröffentlichte Sammelband enthält Gedichte, Zeichnungen und Prosa des Autors.

## Inhalt
Das im Buchinnendeckel abgedruckte und auf dem Buchdeckel illustrierte Gedicht „Die Vorzüge der Windhühner“ ist Namensgeber der ersten Buchveröffentlichung von Günter Grass. Außer dem Titelgedicht enthält der Sammelband 40 weitere Gedichte, deren Titel oft Bezug zur Tierwelt (Vogelflug, Die Mückenplage, der Bär, Tierschutz, K, der Käfer, V der Vogel),  oder zum Thema Garten (Bohnen und Birnen, An alle Gärtner)  haben. Zwischen den einzelnen Gedichten eingebettet befindet sich ein ebenfalls illustrierter, vier-seitiger Prosatext, „Die fünf Vögel“. Diese erste Buchveröffentlichung ist wegweisend für das weitere Werk von Günter Grass. Es kommen schon wesentliche Elemente darin vor, wie eigene Illustration des Geschriebenen und Titel in Anlehnung an die Tierwelt, wie zum Beispiel in seinem Roman Der Butt.

## Illustrationen
Der Sammelband beinhaltet  die doppelseitige Umschlagillustration und 10 weitere Federzeichnungen des Autors aus den Jahren 1955 und 1956.

## Entstehung
In seinem autobiografischen Werk „Beim Häuten der Zwiebel“ (2006) berichtet Günter Grass über die Entstehung seiner ersten Buchveröffentlichung:
„Gedichte schrieb ich seit eh und je. Ich schrieb sie und verwarf sie. Nie hätte ich auf die Veröffentlichung all dessen gedrängt, was mir aus bloßem Schreibzwang unterlaufen war [...] Erst die in Berliner Luft entstandenen Gedichte waren ganz mein eigen, wollten gesprochen, gelesen, gedruckt werden. Und gleichfalls sind jene Federzeichnungen für jene englische Broschur, die unter dem Titel ‚Die Vorzüge der Windhühner’ mein erstes Buch werden sollte, kein illustrierendes Beiwerk, sondern als grafische Fortsetzung und Vorwegnahme der Gedichte zu sehen.“
Zu der 1991 erschienenen Ausgabe von „Die Vorzüge der Windhühner“ schrieb Günter Grass:
„Auch wenn ich zwischendurch Fische zeichnete … dominierten die Hühner bis in das Titelgedicht des ersten Bandes ‚Die Vorzüge der Windhühner’, Gedichte und Zeichnungen in englischer Broschur … Während in den Jahren zuvor Zeichnen und Schreiben verschiedene Wege gingen, durften sich nun zum erstenmal beide Disziplinen in phantastischer Gegenständlichkeit üben; sie lebten von einer Tinte. Nicht alle Gedichte fanden Platz in dem Band.“

## Rezeption
Während der Erstveröffentlichung in den 1950er Jahren fand das lyrische Werk von Günter Grass kaum Beachtung, der Sammelband wurde in den ersten drei Jahren nur 700 Mal verkauft.